# Gracilovelia
Gracilovelia is een geslacht van wantsen uit de familie beeklopers (Veliidae). Het geslacht werd voor het eerst wetenschappelijk beschreven door Poisson in 1955.

## Soorten
Het genus bevat de volgende soort:

- Gracilovelia guineensis Poisson, 1955